# Carpophthoromyia superba
Carpophthoromyia superba är en tvåvingeart som beskrevs av Mario Bezzi 1918. Carpophthoromyia superba ingår i släktet Carpophthoromyia och familjen borrflugor.
Artens utbredningsområde är Malawi. Inga underarter finns listade.